# جام باشگاه‌های آسیا ۱۹۹۵
جام باشگاه‌های آسیا ۱۹۹۵ پانزدهمین دورهٔ مسابقات باشگاهی قهرمانی آسیا و یازدهمین دوره تحت عنوان جام باشگاه‌های آسیا که توسط کنفدراسیون فوتبال آسیا برگزار شد.
تیم ایلهوا چونما (سئونگنام) کره جنوبی با غلبه بر تیم النصر عربستان سعودی در فینال مسابقات برای اولین بار قهرمان این دوره از رقابت‌ها شد و به مسابقات سوپر جام آسیا ۱۹۹۶ و مسابقات جام باشگاهی آفریقا–آسیا ۱۹۹۶ راه پیدا کرد.
همچنین تیم ایلهوا چونما کره جنوبی بدون باخت قهرمان این دوره از مسابقات شد.

## تیم های حاضر در مسابقات
| تیم               | روش حضور                             | حضور (آخرین) |
| ----------------- | ------------------------------------ | ------------ |
| النصر             | قهرمان لیگ برتر عربستان ۹۴–۱۹۹۳      | ۱            |
| السالمیه          | قهرمان لیگ برتر کویت ۹۵–۱۹۹۴         | ۱            |
| نفتچی فرغانه      | قهرمان لیگ ازبکستان ۱۹۹۴             | ۲ (۹۵–۱۹۹۴)  |
| الشباب            | قهرمان لیگ فوتبال امارات ۹۵–۱۹۹۴     | ۲ (۱۹۹۱)     |
| العربی            | قهرمان لیگ ستارگان قطر ۹۴–۱۹۹۳       | ۴ (۹۵–۱۹۹۴)  |
| الانصار           | قهرمان لیگ برتر لبنان ۹۵–۱۹۹۴        | ۷ (۹۵–۱۹۹۴)  |
| سایپا             | قهرمان لیگ آزادگان ۹۵–۱۹۹۴           | ۲ (۹۵–۱۹۹۴)  |
| السیب             | قهرمان لیگ عمان ۹۵-۱۹۹۴              | ۱            |
| کپه داغ           | قهرمان لیگا ترکمنستان ۱۹۹۴           | ۲ (۹۵–۱۹۹۴)  |
| قند-اویل          | قهرمان لیگ قرقیزستان ۱۹۹۴            | ۱            |
| آلیما             | قهرمان لیگ برتر قزاقستان ۱۹۹۴        | ۱            |
| الزورا            | قهرمان لیگ برتر عراق ۹۵-۱۹۹۴         | ۱            |
| الوحدات           | قهرمان لیگ اردن ۹۵-۱۹۹۴              | ۲ (۱۹۹۱)     |
| نماینده تاجیکستان | تاجیکستان تیمی را به مسابقات نفرستاد | –            |
| نماینده بحرین     | بحرین تیمی را به مسابقات نفرستاد     | –            |
| نماینده فلسطین    | فلسطین تیمی را به مسابقات نفرستاد    | –            |

| تیم               | روش حضور                                | حضور (آخرین) |
| ----------------- | --------------------------------------- | ------------ |
| ایلهوا چونما      | قهرمان کی لیگ ۱۹۹۴                      | ۲ (۹۵–۱۹۹۴)  |
| وردی کاوازاکی     | قهرمان جی لیگ ۱۹۹۴                      | ۶ (۹۵–۱۹۹۴)  |
| ایسترن ای‌ای       | قهرمان لیگ دسته اول هنگ کنگ ۹۵–۱۹۹۴     | ۳ (۹۵–۱۹۹۴)  |
| پاهانگ            | قهرمان سوپر لیگ مالزی ۱۹۹۴              | ۲ (۸۹–۱۹۸۸)  |
| بانک بانکوک       | قهرمان جام سلطنتی کور ۱۹۹۴              | ۸ (۹۵–۱۹۹۴)  |
| تای‌فارمرز بانک    | قهرمان جام باشگاه های آسیا ۹۵–۱۹۹۴      | ۵ (۹۵–۱۹۹۴)  |
| پرسیب باندونگ     | قهرمان جام گالاتاما ۹۵–۱۹۹۴             | ۱            |
| پاسای سیتی        | قهرمان جام حذفی فیلیپین ۱۹۹۴            | ۱            |
| کرسنت تکستیل      | قهرمان لیگ ملی فوتبال پاکستان ۹۵–۱۹۹۴   | ۱            |
| موهان باگان       | قهرمان جام فدراسیون ۱۹۹۴                | ۳ (۹۵–۱۹۹۴)  |
| کلاب والنسیا      | قهرمان مسابقات قهرمانی کشور مالدیو ۱۹۹۴ | ۳ (۹۵–۱۹۹۴)  |
| تومون             | قهرمان لیگ برتر تایوان ۱۹۹۴             | ۱            |
| جی‌دی لام پاک      | قهرمان لیگ دسته اول ماکائو ۱۹۹۵         | ۱            |
| سندرز             | قهرمان لیگ برتر سریلانکا ۱۹۹۴           | ۴ (۸۹–۱۹۸۸)  |
| چانگ سای گون      | قهرمان وی لیگ ۱۹۹۴                      | –            |
| نماینده چین       | چین تیمی را به مسابقات نفرستاد          | –            |
| نماینده کره شمالی | کره شمالی تیمی را به مسابقات نفرستاد    | –            |

- تیم های جی‌دی لام پاک ماکائو و سندرز سریلانکا و کرسنت تکستیل پاکستان و آلیما قزاقستان اول در مسابقات شرکت کردند ولی بعد انصراف دادند.
- تیم چانگ سای گون ویتنام از مسابقات انصراف داد.
- کشور های بحرین و تاجیکستان و فلسطین و چین و کره شمالی تیمی را به مسابقات نفرستادند و انصراف دادند.

## مرحله اول

### منطقه غرب
| تیم ۱        | نتیجه نهایی | تیم ۲             | بازی رفت | بازی برگشت |
| ------------ | ----------- | ----------------- | -------- | ---------- |
| نفتچی فرغانه | ۴–۵         | آلیما             | ۳–۱      | ۱–۴        |
| السیب        | ۰–۴         | السالمیه          | ۰–۰      | ۰–۴        |
| الشباب       | ۲–۲ (گ.ز.خ) | الانصار           | ۲–۱      | ۰–۱        |
| کپه داغ      | ۶–۲         | قند-اویل          | ۶–۰      | ۰–۲        |
| الزورا       | ۵–۲         | الوحدات           | ۳–۱      | ۲–۱        |
| العربی       | انصراف۱     | نماینده بحرین     |          |            |
| النصر        | انصراف۲     | نماینده فلسطین    |          |            |
| سایپا        | انصراف۳     | نماینده تاجیکستان |          |            |

۱ نماینده بحرین انصراف داد.

۲ فلسطین تیمی را به مسابقات نفرستاد.

۳ تاجیکستان تیمی را به مسابقات نفرستاد.

### منطقه شرق
| تیم ۱          | نتیجه نهایی | تیم ۲        | بازی رفت | بازی برگشت |
| -------------- | ----------- | ------------ | -------- | ---------- |
| موهان باگان    | ۲–۲ (گ.ز.خ) | کلاب والنسیا | ۲–۱      | ۰–۱        |
| وردی کاوازاکی  | ۶–۰         | ایسترن ای‌ای  | ۳–۰      | ۳–۰        |
| پاسای سیتی     | ۱۷–۲        | تومون تایون  | ۷–۰      | ۱۰–۲       |
| پرسیب باندونگ  | ۲–۱         | بانک بانکوک  | ۲–۰      | ۰–۱        |
| کرسنت تکستیل   | ۵–۱         | سندرز        | ۲–۱      | ۳–۰۱       |
| ایلهوا چونما   | ۸–۰         | جی‌دی لام پاک | ۵–۰      | ۳–۰۲       |
| چانگ سای گون   | ۳انصراف     | پاهانگ       |          |            |
| تای‌فارمرز بانک | انصراف۴     | نماینده چین  |          |            |

۱ سندرز بعد از بازی رفت انصراف داد.

۲ جی‌دی لام پاک بعد از بازی رفت انصراف داد.

۳ چانگ سای گون قهرمان ویتنام از مسابقات انصراف داد.

۴ چین تیمی را به مسابقات نفرستاد.

۵ کره شمالی تیمی را به مسابقات نفرستاد.

## مرحله دوم

### منطقه غرب
| تیم ۱   | نتیجه نهایی | تیم ۲    | بازی رفت | بازی برگشت |
| ------- | ----------- | -------- | -------- | ---------- |
| سایپا   | ۴–۲         | السالمیه | ۲–۱      | ۲–۱        |
| الانصار | ۱–۶         | کپه داغ  | ۱–۱      | ۰–۵        |
| الزورا  | ۳–۴         | العربی   | ۲–۱      | ۱–۳        |
| آلیما   | ۰–۴         | النصر    | ۰–۱      | ۰–۳۱       |

۱ آلیما بعد از بازی رفت انصراف داد.

### منطقه شرق
| تیم ۱          | نتیجه نهایی | تیم ۲        | بازی رفت | بازی برگشت |
| -------------- | ----------- | ------------ | -------- | ---------- |
| پرسیب باندونگ  | ۵–۲         | پاسای سیتی   | ۳–۱      | ۲–۱        |
| پاهانگ         | ۲–۵         | ایلهوا چونما | ۲–۳      | ۰–۲        |
| تای‌فارمرز بانک | ۷–۰         | کلاب والنسیا | ۶–۰      | ۱–۰        |
| وردی کاوازاکی  | ۱۲–۱        | کرسنت تکستیل | ۹–۱      | ۳–۰۱       |

۱ کرسنت تکستیل بعد از بازی رفت انصراف داد.

## مرحله گروهی

### منطقه غرب
| تیم     | بازی | برد | مساوی | باخت | گل‌زده | گل‌خورده | تفاضل‌گل | امتیاز |
| ------- | ---- | --- | ----- | ---- | ----- | ------- | ------- | ------ |
| النصر   | ۳    | ۲   | ۱     | ۰    | ۳     | ۱       | ۲+      | ۷      |
| سایپا   | ۳    | ۱   | ۲     | ۰    | ۱     | ۰       | ۱+      | ۵      |
| العربی  | ۳    | ۰   | ۲     | ۱    | ۳     | ۴       | ۱-      | ۲      |
| کپه داغ | ۳    | ۰   | ۱     | ۲    | ۲     | ۴       | ۲-      | ۱      |

همه بازی‌ها در ریاض، عربستان سعودی برگزار شد.
| تاریخ | میزبان | نتیجه | مهمان | محل برگزاری |

| ۲۴ نوامبر ۱۹۹۵ | سایپا | ۱ – ۰ | کپه داغ | ریاض عربستان سعودی |

| ۲۴ نوامبر ۱۹۹۵ | النصر | ۲ – ۱ | العربی | ریاض عربستان سعودی |

| ۲۶ نوامبر ۱۹۹۵ | النصر | ۰ – ۰ | سایپا | ریاض عربستان سعودی |

| ۲۶ نوامبر ۱۹۹۵ | کپه داغ | ۲ – ۲ | العربی | ریاض عربستان سعودی |

| ۲۸ نوامبر ۱۹۹۵ | سایپا | ۰ – ۰ | العربی | ریاض عربستان سعودی |

| ۲۸ نوامبر ۱۹۹۵ | النصر | ۱ – ۰ | کپه داغ | ریاض عربستان سعودی |

### منطقه شرق
| تیم            | بازی | برد | مساوی | باخت | گل‌زده | گل‌خورده | تفاضل‌گل | امتیاز |
| -------------- | ---- | --- | ----- | ---- | ----- | ------- | ------- | ------ |
| ایلهوا چونما   | ۳    | ۲   | ۱     | ۰    | ۷     | ۳       | ۴+      | ۷      |
| تای‌فارمرز بانک | ۳    | ۱   | ۲     | ۰    | ۳     | ۲       | ۱+      | ۵      |
| توکیو وردی     | ۳    | ۱   | ۱     | ۱    | ۳     | ۳       | ۰       | ۴      |
| پرسیب باندونگ  | ۳    | ۰   | ۰     | ۳    | ۵     | ۱۰      | ۵-      | ۰      |

همه بازی‌ها در باندونگ، اندونزی برگزار شد.
| تاریخ | میزبان | نتیجه | مهمان | محل برگزاری |

| ۲۶ نوامبر ۱۹۹۵ | ایلهوا چونما      | ۱ – ۱ | تای‌فارمرز بانک | باندونگ اندونزی |
|                | شین تائه-یونگ ۵۵' |       |                |                 |

| ۲۶ نوامبر ۱۹۹۵ | پرسیب باندونگ | ۲ – ۳ | توکیو وردی | باندونگ اندونزی |

| ۲۸ نوامبر ۱۹۹۵ | تای‌فارمرز بانک | ۰ – ۰ | توکیو وردی | باندونگ اندونزی |

| ۲۸ نوامبر ۱۹۹۵ | پرسیب باندونگ | ۲ – ۵ | ایلهوا چونما                                                          | باندونگ اندونزی |
|                |               |       | هان جونگ کوک ۱۳' · شین تائه-یونگ ۱۹' · رانکوویچ ۲۴' · هان یون سوک ۲۷' |                 |

| ۳۰ نوامبر ۱۹۹۵ | پرسیب باندونگ | ۱ – ۲ | تای‌فارمرز بانک | باندونگ اندونزی |

| ۳۰ نوامبر ۱۹۹۵ | ایلهوا چونما     | ۱ – ۰ | توکیو وردی | باندونگ اندونزی |
|                | پارک نام یول ۵۵' |       |            |                 |

## مرحله حذفی

### نمودار
|  | نیمه نهایی                   | نیمه نهایی |                              |   | فینال | فینال |
|  |                              |            |                              |   |       |       |
|  | ۲۷ دسامبر – الریاض           |            |                              |   |       |       |
|  |                              |            |                              |   |       |       |
|  | ایلهوا چونما الگو:GoldenGoal | ۱          |                              |   |       |       |
|  | ایلهوا چونما الگو:GoldenGoal | ۱          | ۲۹ دسامبر – الریاض           |   |       |       |
|  | سایپا                        | ۰          |                              |   |       |       |
|  | سایپا                        | ۰          | ایلهوا چونما الگو:GoldenGoal | ۱ |       |       |
|  | ۲۷ دسامبر – الریاض           |            | ایلهوا چونما الگو:GoldenGoal | ۱ |       |       |
|  |                              | النصر      | ۰                            |   |       |       |
|  | النصر الگو:GoldenGoal        | النصر      | ۰                            | ۱ |       |       |
|  | النصر الگو:GoldenGoal        |            |                              | ۱ |       |       |
|  | تای‌فارمرز بانک               | ۰          |                              |   |       |       |
|  | تای‌فارمرز بانک               | ۰          | رده بندی                     |   |       |       |
|  |                              |            |                              |   |       |       |
|  | ۲۹ دسامبر – الریاض           |            |                              |   |       |       |
|  |                              |            |                              |   |       |       |
|  | سایپا                        | ۱          |                              |   |       |       |
|  | سایپا                        | ۱          |                              |   |       |       |
|  | تای‌فارمرز بانک               | ۲          |                              |   |       |       |

### نیمه نهایی
| ایلهوا چونما       | ۱–۰ (و.ا./گ.ط.) | سایپا |
| ------------------ | --------------- | ----- |
| لی کوانگ-هیون '104 |                 |       |

| النصر            | ۱–۰ (و.ا./گ.ط.) | تای‌فارمرز بانک |
| ---------------- | --------------- | -------------- |
| خالد الفرحان '99 |                 |                |

### رده‌بندی
| سایپا | ۱–۲ | تای‌فارمرز بانک |
| ----- | --- | -------------- |
|       |     |                |

### فینال
| سئونگنام          | ۱ – ۰ (و.ا.) | النصر |
| ----------------- | ------------ | ----- |
| لی تایی هونگ ۱۱۰' |              |       |

## قهرمان
| قهرمان جام باشگاه‌های آسیا ۱۹۹۵ |
| ------------------------------ |
| ایلهوا چونما                   |
| اولین قهرمانی                  |